# Teleopsis dalmanni

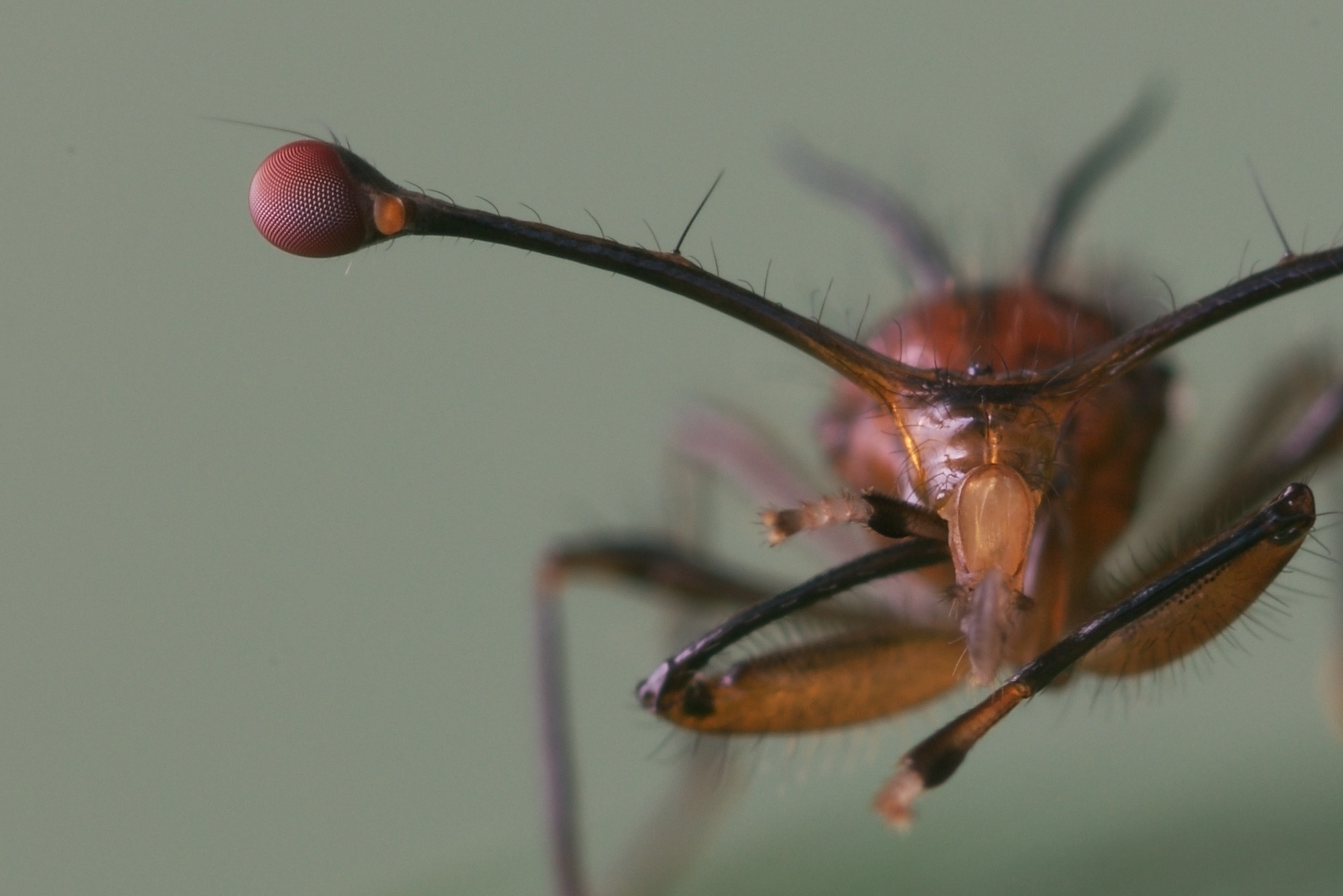
Самец спереди

Teleopsis dalmanni (лат.) — вид двукрылых из семейства стебельчатоглазых мух (Diopsidae). 
У мух этого вида на головных капсулах имеются боковые удлинения, называемые стеблями глаз, играющие важную роль в выборе партнера. Физические характеристики Teleopsis dalmanni были предметом нескольких исследований по половому отбору, естественному отбору и поведению при спаривании.

## Описание
Мелкие стебельчатоглазые мухи длиной около 1 см. Глаза широко расставлены, расположены на стебельках длиной от 4 до 17 мм. Эти структуры часто используются для изучения полового отбора и брачных предпочтений. Их длина сравнима с длиной тела и может её превосходить.
Гиперенцефалия глазных стебельков, подобная таковой у T. dalmanni, известна и у других двукрылых, но мухи семейства Diopsidae уникальны тем, что некоторая степень удлинения стеблей глаз наблюдается как у самцов, так и у самок. У вида T. dalmanni самцы имеют больший размах глаз относительно длины тела, чем самки. Эта особенность мух является предметом исследований, изучающих генетический фон полового отбора, предпочтения самок при спаривании и репродуктивные последствия.
От близких видов отличается густым опушением, сильно утолщённым на вершине передним бедром, а также дистальным вздутием середины бедра; эпандрий сверху шире гипандрия; в основании гипандрия две толстые щетинки.
Голова жёлто-коричневая, покрыта коричневыми волосками, длина которых в 3 раза превышает ширину стебелька глаза посередине. Грудь блестяще-жёлтая, без опушения. Шипики скутеллюма почти в 4 раз превышают его длину.
Ноги покрыты волосками (более короткими, чем на голове). Тазики и бёдра жёлтые, голени и лапки коричневые, передние бёдра с рядами чёрных бугорков. Переднее бедро на вершине сильно утолщено, середина бедра дистально вздута. Дистальные 2/5 первой лапки широкие, снизу от темно-коричневого до чёрного на передней ноге. 1-й и 2-й тергиты полностью жёлтые, первая половина 3-го тергита жёлтая, в остальном — коричневая. 1-й и 2-й тергиты сверху посередине в коричневых пятнах; 3-й тергит с серыми пятнами по бокам. Волосы на брюшке (как и на всем теле) очень длинные, до длины первого тазика.

## Биология
Взрослые мухи ведут одиночный образ жизни, в дневное время питается гниющей растительностью. Встречаются чаще всего в окрестностях лесных ручьёв.
Продолжительность жизни самок T. dalmanni в лабораторных условиях составляет в среднем 4 месяца и может достигать более 6 месяцев.

### Спаривание
В брачный период самки T. dalmanni по ночам нередко образуют скопления на высовывающихся из земли корневищах растений. Самцы соревнуются за контроль над такими корневищами и, получив его, образуют гаремы, самки же решают, к какой группе присоединиться. Исследования показали, что самки предпочитают устраиваться на ночевку с самцами с большим размахом глаз. Обычно происходит несколько спариваний на рассвете. Исследования показывают, что увеличение частоты спариваний коррелирует с более высокой долей оплодотворенных яиц. Это подтверждается гипотезой о том, что множественные спаривания не снижают восприимчивость самки мухи к копуляции, независимо от характеристик спаривающегося самца. Наблюдения показали, что количество копуляций, а не количество самцов привело к увеличению успешности яйцекладки. Особенности совокупления до конца не изучены, но некоторые случаи совокупления являются быстрыми и длятся менее 60 секунд.
Средний процент оплодотворённых яиц, откладываемых самками, увеличивался в зависимости от частоты спариваний и составлял от 40 % для самок, спаривающихся один раз, до 80 % для самок, спаривающихся непрерывно. Кроме того, большая часть совокуплений у этого вида оказалась неудачной. Одна треть всех самок откладывала менее 10 % оплодотворенных яиц. Не было значительных различий в репродуктивной способности самок, спаривавшихся с несколькими партнерами, и самок, спаривавшихся с одним партнером. Также не было указаний на то, что самки получали какие-либо краткосрочные репродуктивные преимущества от спаривания с самцами с большим размахом глаз. Фактически, самки, скрещенные с самцами с коротким размахом глаз, откладывали более высокий процент оплодотворенных яиц, чем самки, спаривавшиеся с самцами с большим размахом глаз.
Самцы мух производят сперматофоры, которые занимают только часть влагалищной сумки, по сравнению со сперматофорами некоторых других мух-диопсид, которые занимают всю полость вагины. Было высказано предположение, что меньший размер сперматофора является приспособлением для экономии спермы из-за высокой частоты спариваний за короткий промежуток времени. Придаточные железы отвечают за формирование сперматофора, который транспортирует сперму во время спаривания.

#### Половой отбор
Половой отбор предполагает, что отбираются структуры, которые воспринимаются как надежные индикаторы качества индивидума. Стебли глаз Teleopsis dalmanni являются примером полового диморфизма, который развился для целей спаривания; доказано, что самки выбирают самцов с большим размахом глаз. Исследования показали, что самки с большим размахом глаз имели значительно более зрелые ооциты, чем у самок с более коротким размахом глаз.
Кроме того, расстояние между глазами, не зависящее от размера или массы тела, было определено как ключевой фактор, определяющий результаты конкуренции между самцами. Это говорит о том, что более длинные стебли глаз у самцов развились в результате отбора на успешное спаривание, и, следовательно, являются примером полового отбора. Однако было показано, что самки, спаривавшиеся с самцами с большим размахом глаз, не получали краткосрочных преимуществ в плане плодовитости и фертильности, и на самом деле регистрировали более низкий коэффициент фертильности, чем самки, спаривающиеся с самцами с коротким размахом глаз.
Хотя глазной стебель увеличивает момент инерции самцов мух, у них не было обнаружено ухудшения летных характеристик. В частности, было обнаружено, что самцы мух Teleopsis dalmanni лучше, чем самки, умеют свободно летать.

## Распространение и экология
Юго-Восточная Азия: Индия, Индонезия (Калимантан, Суматра), Малайзия, Мьянма, Таиланд.
Teleopsis dalmanni в основном встречаются на краю лесных ручьев, где происходят их брачные ритуалы. Их можно наблюдать отдыхающими на высушенных листьях или подлеске у кромки воды, а изредка также на песке.

## Таксономия
Вид был впервые описан в 1830 году немецким энтомологом Христианом Видеманном (1770—1840) под названием Diopsis dalmanni. В дальнейшем разные авторы включали его в состав родов Cyrtodiopsis или Teleopsis. В 1928 году стал типовым видом для образованного тогда рода Cyrtodiopsis.
В 2002 году Cyrtodiopsis был синонимизирован с родом Teleopsis.